# جورج هيو سميث
جورج هيو سميث (بالإنجليزية: George Hugh Smith)‏ هو محامي أمريكي، ولد في 3 فبراير 1834 في فيلادلفيا في الولايات المتحدة، وتوفي في 6 فبراير 1915 في لوس أنجلوس في الولايات المتحدة.